# Делшир (Охајо)
Делшир (енгл. Delshire) насељено је место без административног статуса у америчкој савезној држави Охајо.

## Демографија
По попису из 2010. године број становника је 3.180.
| Група             | 2000.    | 2010.         |
| Белци             | 0 (0,0%) | 2.948 (92,7%) |
| Афроамериканци    | 0 (0,0%) | 93 (2,9%)     |
| Азијати           | 0 (0,0%) | 55 (1,7%)     |
| Хиспаноамериканци | 0 (0,0%) | 29 (0,9%)     |
| Укупно            | 0        | 3.180         |